# Paula Roesler
Paula Roesler, auch Rösler oder Rößler, seit 1926 von Goeschen-Roesler (* 27. August 1875 in Schlierbach, Provinz Hessen-Nassau; † 4. September 1941 in Wurmsdorf, Landkreis Rosenheim, Oberbayern), war eine deutsche Malerin, Zeichnerin und Grafikerin sowie Scherenschnitt- und Papierkünstlerin. Außerdem war sie Lyrikerin.

## Leben

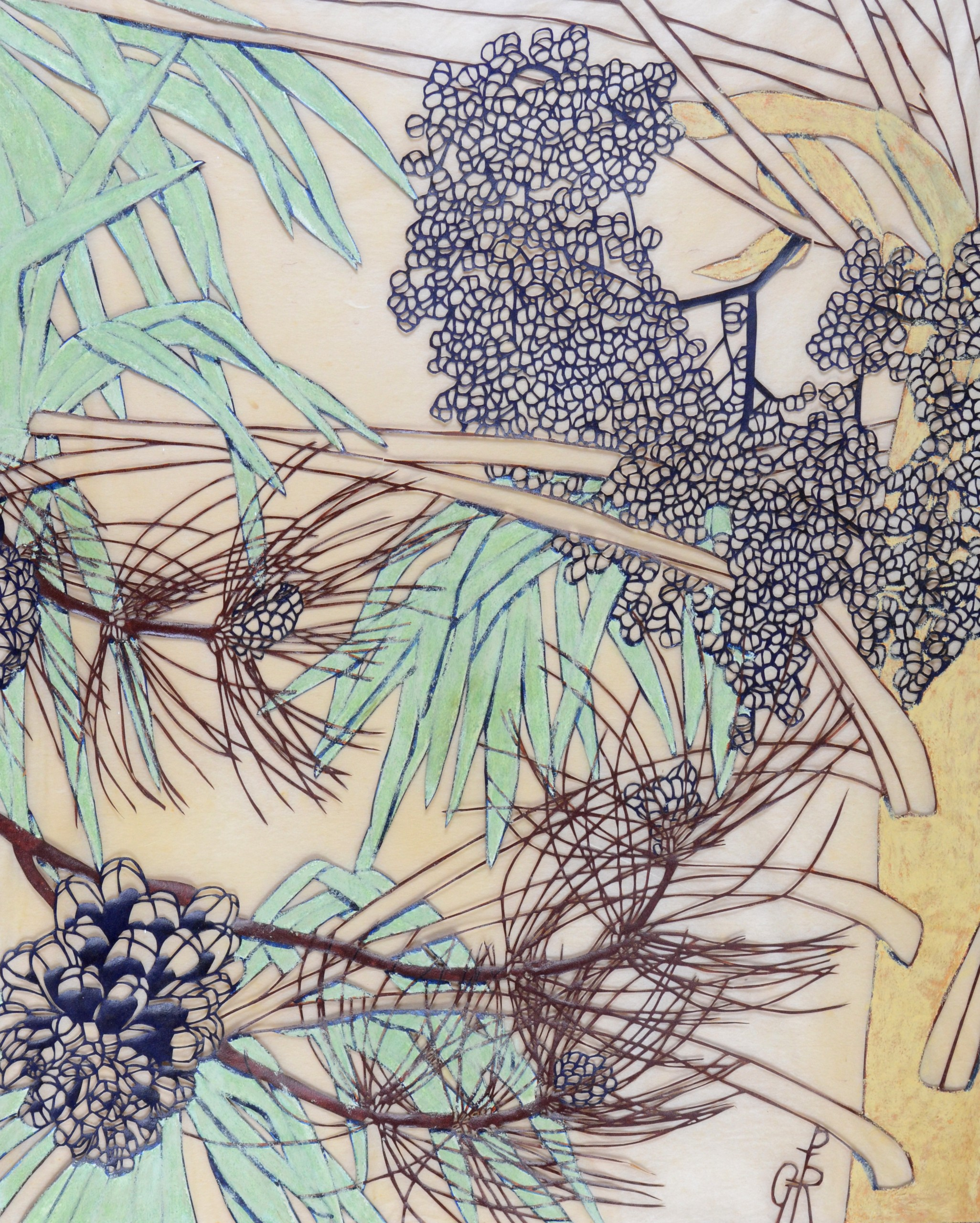
Fächerpalme und Edelpinus, Scherenschnitt um 1930

Paula Roesler übersiedelte 1893 mit der Familie nach Rodach, wo der Vater Max Roesler eine Feinsteingutfabrik gründete. In den Jahren 1902 bis 1906 erhielt sie eine künstlerische Ausbildung an der Münchner Damen-Akademie. Bis 1915 war sie danach freischaffend in München tätig. In dieser Zeit unternahm sie eine Studienreise nach Florenz. 1904 begegnete sie dem Schriftsteller Waldemar Bonsels, den sie finanziell unterstützte, unter anderem durch Publikation ihres illustrierten Gedichtbands Falter (1905) in seinem Verlag. 1911 war sie auf einer Ausstellung des Hagenbundes vertreten. 1915 zog sie nach Achenmühle bei Rohrdorf am Inn. Dort knüpfte sie Kontakte zum Chiemgauer Künstlerbund. 1921 gehörte sie zu Gründern der Künstlervereinigung „Die Welle“. Ab 1922 stellte sie in dem Kunstpavillon in Stock bei Prien am Chiemsee aus, der von dieser Künstlervereinigung errichtet worden war. Im Sommer 1926 heiratete sie den Insektenforscher Feodor von Goeschen. Nach dessen Tod (1931) zog sie nach Wurmsdorf.
Roesler stilisierte Blumenbilder in Tempera, Zeichnung und Radierung. In der Darstellung von Pflanzen durch Scherenschnitt, in dem sie sich ab 1914 profilierte und bei dem sie Farbe einbezog, brachte sie es zu einer großen Perfektion.